# Takrolimusz
A takrolimusz (FK-506 vagy Fujimycin) egy immunszupresszív gyógyszerhatóanyag, amelyet a terápiában főleg transzplantációban az átültetett szerv kilökődésének megelőzésére, illetve kezelésére használnak. Helyileg kenőcsben a takrolimusz súlyos atopiás dermatitisben (ekcéma) használható, azoknál akik más szerre nem reagálnak. A vegyület egy makrolid antibiotikum, amelyet a Streptomyces tsukubuaensis talajban élő gomba termel.

## Hatásmechanizmus
Ha a szervezetbe egy másik egyedből származó szervet (graft) ültetnek át, az immunrendszer azt idegenként ismeri fel, és megtámadja, ami a szerv kilökődésével (rejekció) jár. Transzplantációkor ezt a reakciót meg kell akadályozni, ennek az eszközei az immunszupresszív gyógyszerek, mint a takrolimusz. A szerv kilökődéséért alapvetően a T-limfociták aktivációja, és az IL-2 citokin felelős. A takrolimusz egy ún. FK506-kötő fehérjéhez kötődik, és kialakul egy komplex. A kialakult komplex egy kalcineurinnak nevezett szerin/treonin foszfatáz katalitikus egységéhez kötődik, és gátolja annak működését. A calcineurin a T-sejtek aktivációjának egyik lépéséért felelős, így annak gátlásával megakadályozható a T-limfociták aktivációja, és a kilökődési folyamat gátolható. A takrolimusz ezen kívül az IL-2 transzkripcióját is gátolja. Immunszupresszív hatás tekintetében a takrolimusz a ciklosporinnál mintegy 100-szor hatékonyabb.

## Alkalmazás
Az immunszupresszív terápiában alapszerként a ciklosporint vagy a takrolimuszt alkalmazzák. A szereket más gyógyszerekkel együtt, kombinációkban adják, így a kívánt hatás erősödik, míg a mellékhatások csökkennek. A takrolimuszt általában mikofenolát-mofetillel, vagy azatioprinnel, vagy sirolimussal, és/vagy kortikoszteroidokkal kombinációban szedik.

## Mellékhatások
Az immunszupresszív kezelés során fellépő fő mellékhatások közül kiemelhető, hogy mivel a szervezet védekező mechanizmusát legyengítjük, ezért fertőzésekkel szemben, opportunista kórokozókkal szemben is fogékonyabb lesz.
A takrolimusznál ezenkívül felléphet: hiperglikémia, diabétesz, neurotoxicitás, emésztőrendszeri zavarok, veseelégtelenség.

## Interakciók
A takrolimusz nagyon sok egyéb gyógyszerrel vagy gyógynövénnyel is kölcsönhatásba léphet. Különböző gombaellenes szerek vagy a bromokriptin, lidokain, midazolám, kinidin stb. a metabolizmust gátolják, ezért magas vérszintet eredményeznek, növelik a vegyület toxicitását. Ciklosporinnal együtt nem szedhető. A grapefruit is megnöveli a gyógyszer vérszintjét, ezért grapefruitlével a gyógyszer nem szedhető be. A metamizol (algopyrin) csökkenti a takrolimusz koncentrációját a vérben, így annak használata is kerülendő a kezelés során.

## Készítmények
- Prograf (kapszula és infúzióhoz való koncentrátum formájában is)
- Protopic (kenőcs)
- Advagraf (kapszula)